# Zwaluwstaartmanakin
De zwaluwstaartmanakin (Chiroxiphia caudata) is een zangvogel uit de familie manakins (Pipridae).

## Verspreiding
Deze soort komt voor in het zuidoosten van Zuid-Amerika, met name in Brazilië, Paraguay en Argentinië.

## Status
De grootte van de populatie is niet gekwantificeerd maar de soort wordt omschreven als algemeen. Op de Rode lijst van de IUCN heeft deze soort de status niet bedreigd.